# Ukrajinská krize

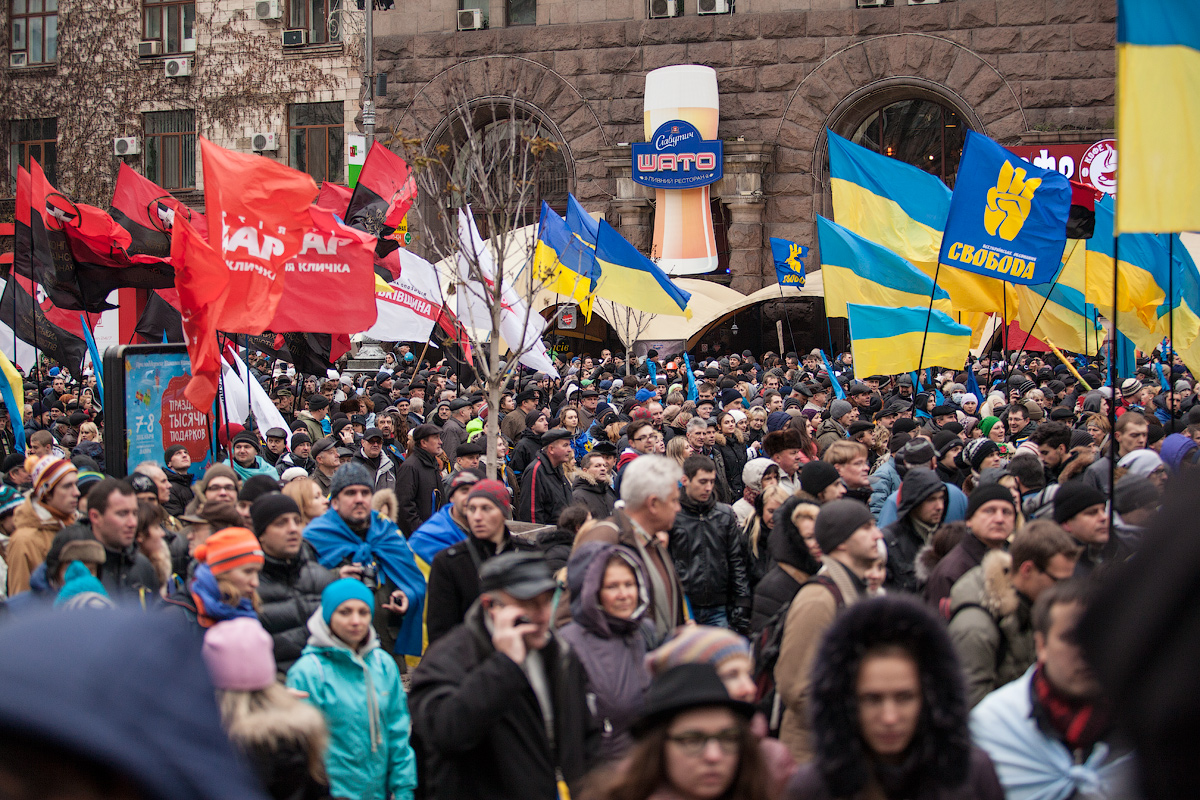
Lidé v Kyjevě podporující Euromajdan, 2. prosince 2013

Ukrajinská krize byla vlna nepokojů, skrytá ruská intervence a mezinárodní krize mezi Ukrajinou a Ruskem, která předcházela vypuknutí rusko-ukrajinské války roku 2014. Probíhala od listopadu 2013, kdy ukrajinský prezident Viktor Janukovyč nečekaně odmítl podepsat připravenou asociační dohodu s Evropskou unií, do léta 2014, kdy se ruské ozbrojené síly očividně zapojily do bojů.
Po Janukovičově otevřeném příklonu na stranu Ruska začali občané především západní a střední Ukrajiny demonstrovat za proevropské směřování; tyto protesty zejména v Kyjevě se nazývají Euromajdan. Naopak množství etnických Rusů především v regionech jihovýchodu Ukrajiny podporovalo proruské směřování a demonstrovalo na podporu Janukovyče (Antimajdan). Proti Euromajdanu brutálně zasáhly policejní jednotky Berkut a odstřelovači zavraždili 80 až 100 lidí. To vedlo ke zintenzivnění střetů v Kyjevě, načež Janukovyč uprchl ze země, a tím se prakticky vzdal prezidentského úřadu. Poté byla vytvořena nová, prozápadní vláda Arsenije Jaceňuka a prozatímním prezidentem se stal Oleksandr Turčynov.
Následovala řada politických i ozbrojených konfliktů, mimo jiné krymská krize vedoucí k anexi Krymu Ruskem za účasti ruské armády, dále faktické odtržení separatistických území na východě Ukrajiny (válka na východní Ukrajině) a celkově nastolení válečného stavu mezi Ukrajinou a Ruskem.

## Pozadí
První krize ohledně zahraničněpolitického směřování země propukla již v roce 2004 během oranžové revoluce. Ve sporných prezidentských volbách vyhrál Viktor Janukovyč, který měl podporu zejména na jihu a východu Ukrajiny s převahou ruskojazyčných obyvatel a ze zahraničí z Ruska. Protestanti dosáhli opakování voleb a prezidentem se stal proevropsky orientovaný Viktor Juščenko, který měl nejsilnější podporu na severu a západě země.
Ukrajina za Juščenka v roce 2008 požádala o plán na vstup do Severoatlantické aliance (NATO). To aliance razantně odmítla na dubnovém summitu v Bukurešti, zvlášť ze strany Francie a Německa a zejména kvůli silnému odporu Ruska jasně vyjádřenému v Putinově projevu na mnichovské konferenci o rok dříve. Ukrajina se pak soustředila na navazování spolupráce s Evropskou unií. Po nenaplněných nadějích Juščenkovy éry se v roce 2010 stal prezidentem Viktor Janukovyč. Ten ukončil snahy o možné přistoupení k NATO, ale dále pokračoval v jednání s EU, které mělo být po pěti letech završeno podpisem asociační dohody.

## Počátek a Euromajdan

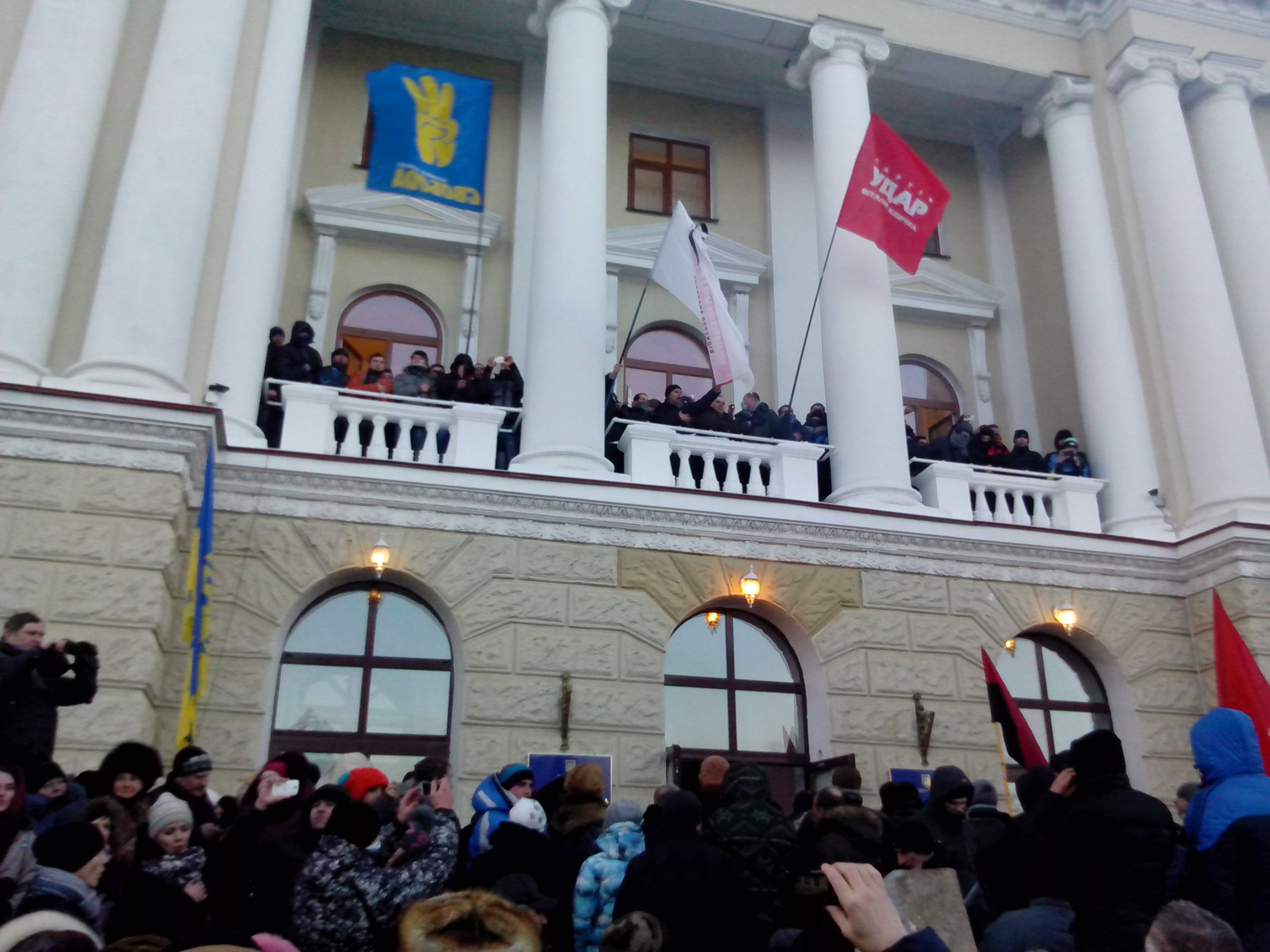
Členové strany Svoboda poté, co násilně obsadili vládní budovy ve městě Chmelnyckyj v lednu 2014

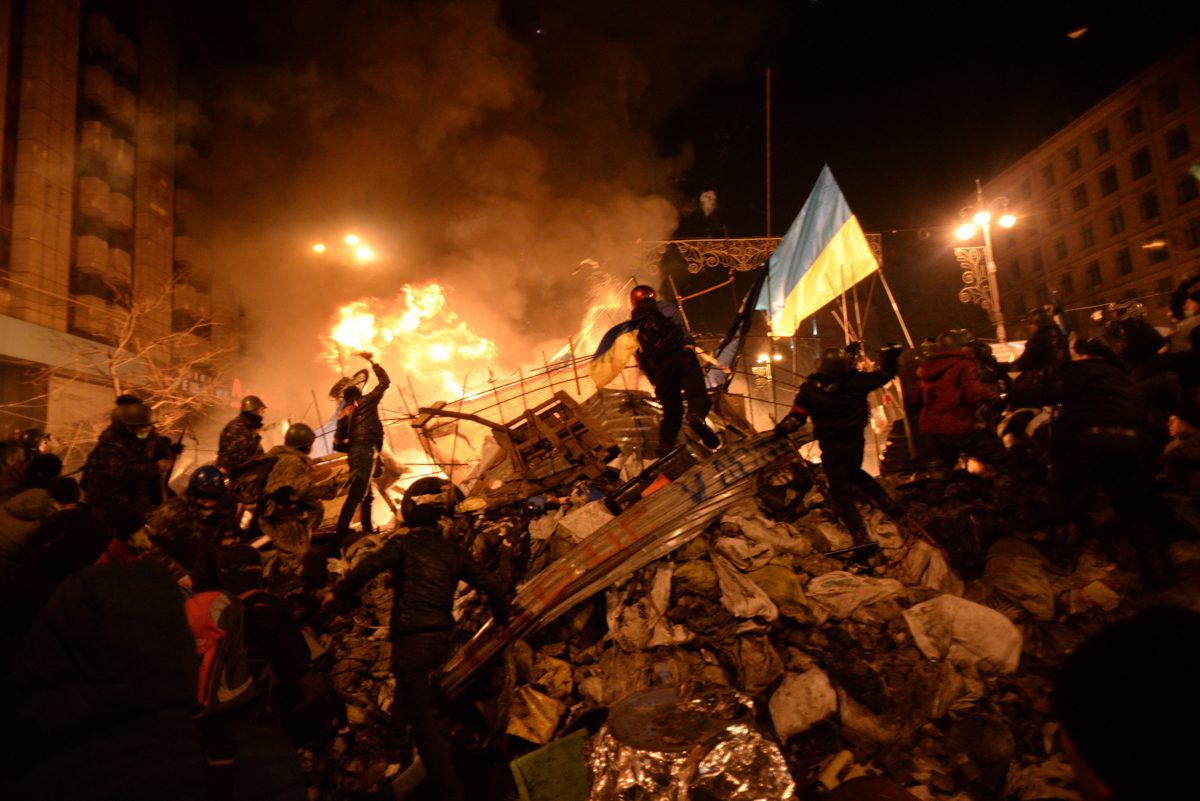
Protestující na Euromajdanu na barikádách bojují s ukrajinskou policií

Kvůli pozastavení podpisu asociační dohody mezi Ukrajinou a Evropskou unií (EU), o kterém rozhodli tehdejší ukrajinský prezident Viktor Janukovyč a jeho vláda, vznikla v listopadu 2013 série protestů zvaných Euromajdan, které byly zpočátku pokojné. Postupně však vznikaly různě závažné konflikty a střety demonstrantů s pořádkovými silami. Například 30. listopadu zasáhla policie proti pokojné demonstraci asi 1000 lidí a při zásahu bylo mnoho lidí zraněno.
Síla demonstrací se stupňovala a zúčastňovalo se jich stále více lidí. Mezi demonstranty se objevovaly i radikální a agresivní bojůvky, útočící na pořádkové síly kamením, řetězy, tyčemi, světlicemi, molotovy a dokonce i najíždějícími bagry a nákladními vozy, na což odpovídala pořádková policie rovněž použitím násilí. Po určitou dobu byly tyto bojůvky ještě málo početné a většina demonstrantů se chovala pokojně. V lednu a únoru 2014 vyvrcholily demonstrace v tvrdé střety mezi radikálními demonstranty z řad krajní pravice a zásahovou jednotkou Berkut. Opoziční politikové svolávali demonstranty z jiných částí Ukrajiny na náměstí Majdan v Kyjevě; mj. používal ukrajinský oligarcha Petro Porošenko k tomuto účelu jím vlastněnou televizní stanici Kanál 5, jak později sám prohlásil v rozhovoru s americkými novináři. Ve dnech 18.–20. února zahájili neznámí odstřelovači z okolních budov palbu do demonstrantů i policistů. Při zásahu a střelbě zemřelo asi 80 až 100 lidí, čímž vznikl silný mezinárodní tlak na Viktora Janukovyče, aby upustil od násilí a vyjednával.
Prezident Janukovyč a jeho vláda skutečně zahájili vyjednávání s opozicí. Za účasti ministrů zahraničí Německa a Francie bylo 21. února dosaženo dohody o předčasných prezidentských volbách ještě v roce 2014. Tato dohoda se však pod tlakem ozbrojených demonstrantů brzy stala bezpředmětnou a následujícího dne uprchl prezident Janukovyč s pomocí Ruska ze země. Byla dosazena nová ukrajinská vláda a parlament, ze kterého byli vyloučeni zástupci Strany regionů, a ten zvolil Oleksandra Turčynova prozatímním prezidentem.
V reakci na tyto události demonstrovali proruští aktivisté na východě země na podporu Janukovyče. Byl to tzv. Antimajdan, série provládních demonstrací, probíhající paralelně k protestnímu hnutí Euromajdan. Již 25. listopadu 2013 se uskutečnila v Kyjevě demonstrace na podporu tehdejší vlády premiéra Mykoly Azarova, prezidenta Viktora Janukovyče a pro blízké vazby s Ruskem. Této demonstrace se zúčastnilo asi 10 000 lidí. V Doněcku došlo koncem února 2014 ke srážkám mezi aktivisty Euromajdanu a ozbrojenými separatistickými silami.

## Krymská krize a anexe Krymu Ruskem
Rusko celý tzv. Euromajdan prohlásilo za fašistický převrat s tím, že ruská menšina na Ukrajině je v bezprostředním nebezpečí. Především na Krymu a v ruských médiích se rozpoutala velká mediální kampaň proti novému ukrajinskému kabinetu, označovanému otevřeně za banderovský a fašistický. Ruští vojáci obsadili úřady, svrhli je a dosadili své úředníky. Začala krymská krize, na poloostrově se objevila silná armáda v neoznačených uniformách, vydávaná za krymskou domobranu. Postupně obsazovala jednu ukrajinskou základnu za druhou. Později se potvrdilo obvinění, že šlo o ruskou armádu a další ruské občany. Parlament postupně začal za silné propagandy připravovat referendum o připojení k Rusku, po jehož jednoznačném výsledku došlo k vyhlášení nezávislosti na Ukrajině. Tu obratem uznalo Rusko a připojilo Krym ke svému území, navzdory silným mezinárodním protestům, označujícím ruský postup za otevřenou agresi vůči ukrajinskému suverénnímu státu. Bývalý prezident Janukovyč později tvrdil, že ruskou armádu pozval on a že toho kvůli ukrajinské ztrátě Krymu lituje. Ruská armáda útokem na orgány ukrajinského státu porušila mezinárodní dohodu zaručující Ukrajině veškeré bezpečnostní záruky výměnou za vzdání se jaderných zbraní, nazývanou Budapešťské memorandum, kterou podepsalo také Rusko.

## Protesty na jihovýchodě

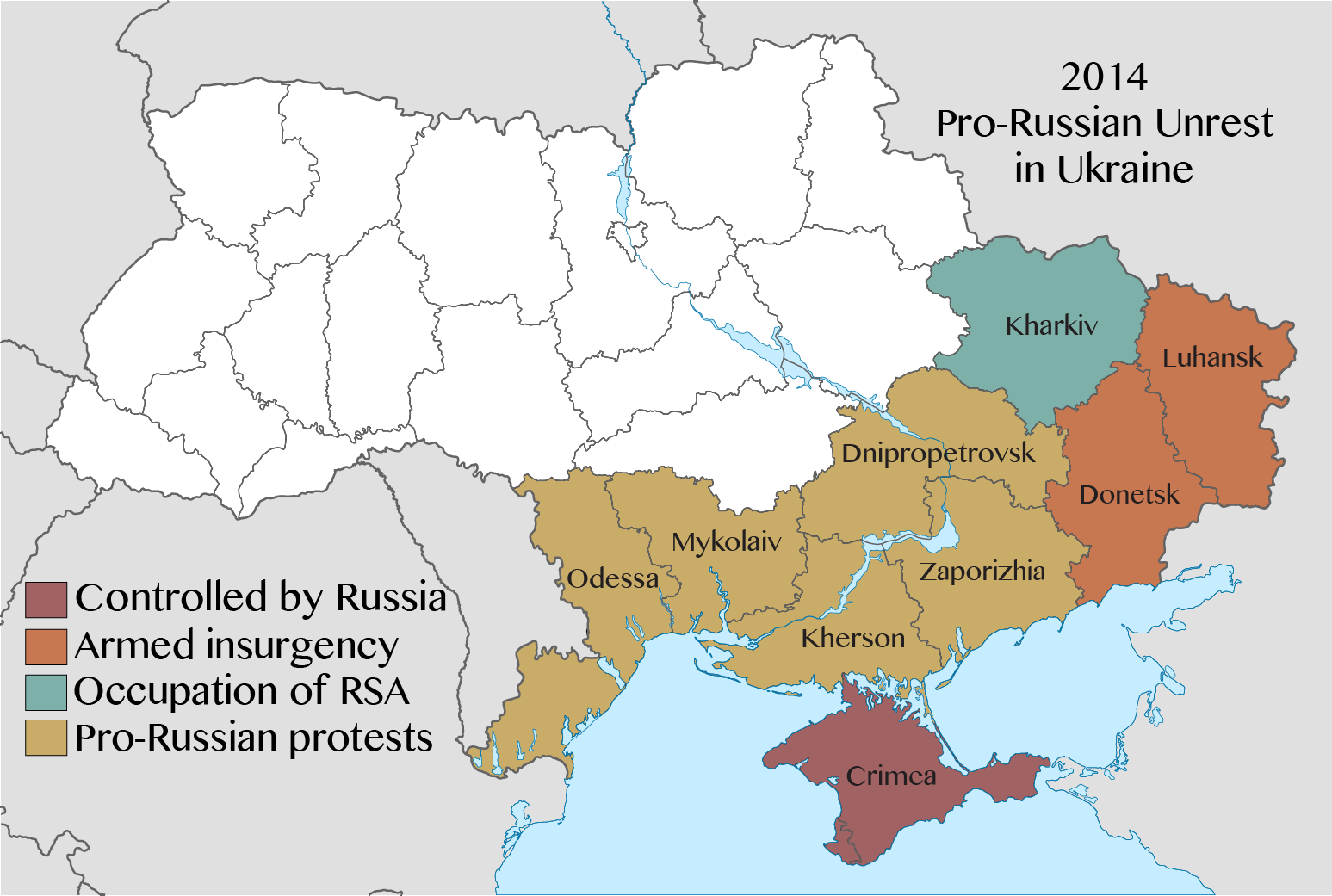
Mapa proruských protestů na Ukrajině.
K Rusku připojený Krym.
Oblasti ozbrojeného povstání.
Oblasti, kde docházelo k rozsáhlým protestům a místní úřady byly obsazovány demonstranty.
Oblasti, kde docházelo k demonstracím.
Oblasti, kde se neprotestovalo.

V průběhu Euromajdanu docházelo k méně početným protivládním protestům také na východě Ukrajiny. Po převratu a následném odtržení Krymu se začalo v ruských médiích a mezi elitami věrnými svrženému prezidentovi prosazovat připojení oblastí s početnými ruskými menšinami k Rusku. Většina obyvatel těchto oblastí však podporovala setrvání ve stávajícím uspořádání Ukrajiny, kterýžto názor se s dále popsanými událostmi stále prohluboval. V Doněcké, Charkovské a Luhanské oblasti, kde žijí nejpočetnější ruské menšiny, začaly násilné pokusy malých skupin o obsazování místních úřadů díky podpoře Ruské federace a za přítomnosti ruských vojáků. Policii se většinu protestů dařilo udržet pod kontrolou. Situace se vyostřila 7. dubna, kdy se protestující pokusili obsadit radnice a policejní stanice v Charkově a Doněcku. V Charkově byl pokus potlačen, při akci, která se obešla bez obětí na životech, bylo zatčeno asi 70 separatistů, ale v Doněcku se radnici podařilo obsadit a protestující vyhlásili Doněckou lidovou republiku. Podobná situace nastala i 8. dubna v Luhansku, kde byli demonstranti také úspěšní, obsadili radnici a vyhlásili nezávislou Luhanskou parlamentní republiku. Ani jedna zprvu nedostala podporu od místních správních orgánů ani důležitých organizací, a tak zůstaly izolované. V Luhansku bylo propuštěno téměř všech 60 zadržovaných rukojmích, podle demonstrantů se ale nejednalo o rukojmí, ale o jedince, kteří neunesli vyhrocenou atmosféru. Až 12. dubna začaly znovu protesty a v Doněcké oblasti došlo k mnoha útokům (někde i ozbrojeným) na policejní stanice a radnice, z nichž některé byly úspěšné. Na některých místech se k demonstrantům údajně přidali příslušníci pořádkových sil. Ukrajinské pořádkové jednotky 13. dubna začaly útočit na separatisty ve městě Slavjansk. 14. dubna vypršelo ultimátum úřadujícího prezidenta Turčynova ozbrojencům, že buď složí zbraně a amnestováni opustí obsazené úřady, nebo dojde k zásahu ukrajinské armády. Ten skutečně nastal, když ukrajinská armáda oblehla Kramatorsk, načež ozbrojenci opustili policejní stanici, kterou den před tím obsadili (ve městě nadále ovládají jiné budovy), ale ještě téhož dne podnikli útok na místní letiště, které ukrajinská armáda ubránila. Vzbouřencům se i přes to podařilo 16. dubna obsadit další budovy v Doněcku a v Kramatorsku se jim podařilo ukořistit 6 ukrajinských obrněných vozidel.

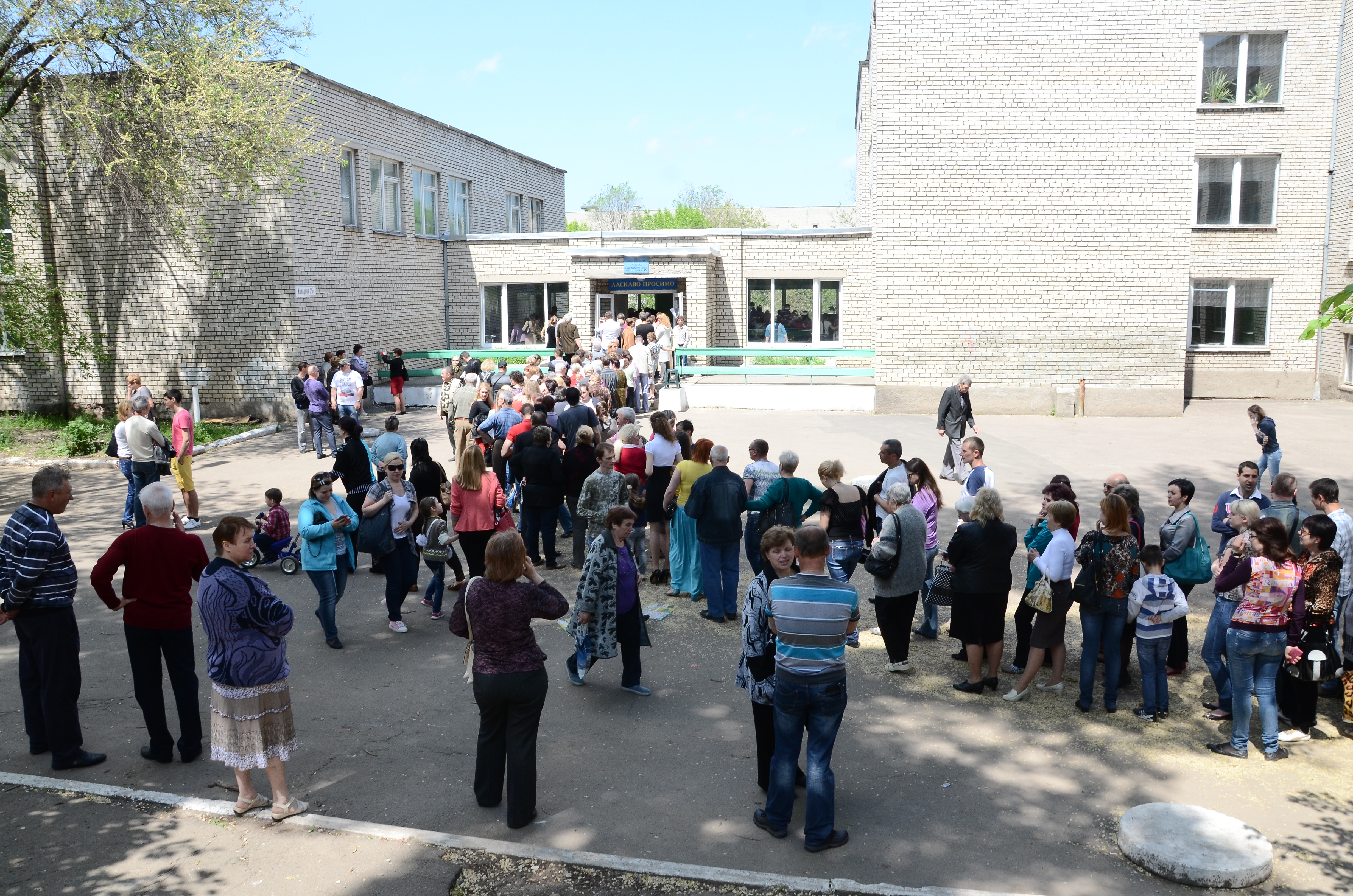
Lidé 11. května v Doněcku stojí ve frontě, aby mohli hlasovat v referendu o statusu doněcké oblasti

Podle agentury Reuters odmítali ze začátku ukrajinští vojáci proti vzbouřencům zasahovat a někteří dokonce přecházeli na jejich stranu. To se změnilo po prvních ozbrojených konfliktech se ztrátami na životech.

## Tajná ruská intervence
Podle generálního tajemníka NATO Andersa Fogha Rasmussena se opět na východě Ukrajiny objevili dobře vycvičení muži s dobrou ruskou výzbrojí v neoznačených uniformách, jako tomu bylo na Krymu při rozdmýchání protestů, které vedly k jeho odtržení. Že se v tomto opakuje krymský scénář, uvedla také při jednání Rady bezpečnosti OSN americká velvyslankyně při OSN Samantha Powerová. Přítomnost těchto lidí z Krymu a z Ruska potvrdila ve Slavjansku jeho starostka Nělja Štepová. Putin nejprve působení ruských jednotek na východě Ukrajiny vyloučil, podle něj se jednalo o místní občany. V prosinci 2015 však Vladimir Putin přiznal, že jsou v Donbasu lidé plnící různé úkoly včetně vojenských, nicméně nešlo podle něj o pravidelné jednotky. V říjnu 2016 poprvé připustil intervenci na Ukrajině, ke které podle něj bylo Rusko dohnáno kvůli obraně rusky hovořícího obyvatelstva Donbasu po převratu na Ukrajině. Na rusko-ukrajinských hranicích je podle britského velvyslance u OSN asi 40 tisíc ruských vojáků, ačkoliv Rusko několikrát oznámilo jejich stažení, a dalších asi 25 tisíc je na Krymu. Západ tak tlačí na Rusko a obviňuje ho, že stojí za probíhající destabilizací regionu. To zase tvrdí, že za ní stojí kyjevská vláda a tlak Západu na Kyjev. Podle komentátorů jde o „dialog hluchých“.
Moskva potvrdila, že Ukrajinci zajali 10 ruských výsadkářů několik kilometrů ve vnitrozemí Ukrajiny. Podle Moskvy ale tito výsadkáři překročili hranici omylem.

## Válka na východě Ukrajiny
V průběhu Velikonoc 2014 ukrajinská vláda dočasně zastavila své aktivity proti separatistům. Toto dočasné příměří bylo po Velikonocích formálně ukončeno s tím, že podle vicepremiéra Vitalije Jarema budou v blízké budoucnosti podniknuty odpovídající kroky, Sergej Lavrov ovšem varoval Kyjev sdělením, že v případě ohrožení ruských občanů bude Rusko reagovat stejně jako v případě války s Gruzií o Jižní Osetii. Separatisté v Luhansku požadují záruku amnestie a vypsání referenda o sebeurčení a zavedení ruštiny jako státního jazyka.
Protože proruští separatisté útočili a zabili 4 lidi v ruskojazyčných regionech, zdála se být zmařena konference o Ukrajině v Ženevě. Nakonec ale 17. dubna začala. Kvůli pronikání ruských agentů byla Ukrajina připravena uzavřít hranice s Ruskem. Podle ukrajinského ministerstva vnitra ale ujednání dosažené v Ženevě Rusko „demonstrativně ignorovalo“, protože na operacích separatistů se podíleli agenti ruských tajných služeb, kterým veleli Igor Bezler a Igor Girkin zvaný Strelkov.

## Sestřelení letu MH 17
Dne 17. července 2014 dostal konflikt i výrazný mezinárodní přesah poté, co byl několik desítek kilometrů západně od ruských hranic sestřelen civilní letoun Malaysia Airlines 17 (MH 17), který směřoval z Amsterdamu do Kuala Lumpur. Neštěstí si vyžádalo celkem 298 mrtvých, včetně 80 dětí, což vedlo k okamžitému uzavření letového prostoru nad celou východní Ukrajinou a silné mediální odezvě v mezinárodních sdělovacích prostředcích. Letadlo bylo sestřeleno protiletadlovým raketovým kompletem Buk M3, kterým disponuje ruská armáda. Ta ovšem přítomnost těchto zbraní na východní Ukrajině odmítla a za viníka nehody označila naopak armádu Ukrajiny, která starší verzi (Buk M1) tohoto raketového systému rovněž vlastní. Rusko bylo usvědčeno, že falšovalo záběry z místa havárie. Ukrajinská výzvědná služba později uveřejnila nahrávky rozhovorů proruských separatistů, z kterých vyplývá, že letoun sestřelili oni.

## Reakce
Bývalý německý kancléř Gerhard Schröder při návštěvě v Bělehradu v souvislosti s děním na Ukrajině zmínil nálety NATO na Jugoslávii v roce 1999.[ujasnit] O velikonoční neděli (2014) se k situaci na Ukrajině vyjádřili i moskevský patriarcha Kirill a kyjevský patriarcha Filaret. Moskevský patriarcha žádal zastavení úmyslů všech, kteří chtějí rozervat Svatou Rus, zatímco kyjevský patriarcha vyjádřil naději, že Rusko zabralo Krym pouze dočasně, a konstatoval, že Rusko pokračuje v agresi na východě Ukrajiny. K ukončení konfliktů na Ukrajině a v Sýrii ve velikonočním projevu Urbi et orbi vyzval papež František.
Bývalý místopředseda Státní dumy Vladimir Žirinovskij prohlásil, že Rusko nemůže přijmout, aby letadla a střely namířené proti Rusku startovaly z území Polska a pobaltských republik a v případě vojenského konfliktu jsou určeny k záhubě. Kvůli výrokům Žirinovského si polské ministerstvo zahraničí předvolalo ruského velvyslance Vladimira Grinina. Při své návštěvě Estonska před summitem Severoatlantické aliance varoval Barack Obama Rusy před vstupem do pobaltských zemí.